# آنری رنه
آنری رنه (انگلیسی: Henri René؛ ۲۹ دسامبر ۱۹۰۶ – ۲۵ آوریل ۱۹۹۳) یک موسیقی‌دان اهل ایالات متحده آمریکا بود.